# Loch Eck
Loch Eck ist ein Süßwassersee in den schottischen Highlands. Er liegt etwa zehn Kilometer nördlich von Dunoon in der Council Area Argyll and Bute im Argyll Forest Park, welcher wiederum Bestandteil des Loch Lomond and the Trossachs National Park ist. Das Ostufer des Sees ist über die gut ausgebauten A815 leicht zu erreichen. Das Westufer wird hingegen nur von Waldwegen erschlossen. 
Loch Eck hat die typische langgezogenen Form eines in der Eiszeit durch Gletscher entstandenen Sees. Er ist 9,5 km lang, aber nur höchstens 600 m breit. Die maximale Tiefe beträgt 42,4 m. Der See erhält sein Wasser vor allem am Nordende durch den Cur und entwässert im Süden in den River Eachaig, der fünf Kilometer südöstlich über Holy Loch in den Firth of Clyde mündet. Am Ostufer und am Südende von Loch Eck befinden sich Feriensiedlungen, in denen Hütten für Selbstversorger gemietet werden können. Das relativ unberührte Westufer ist ein beliebtes Gebiet für Wanderer.